# Kolej wąskotorowa Częstochowskiego Obszaru Rudonośnego
Kolej wąskotorowa Częstochowskiego Obszaru Rudonośnego (Kopalniana kolej wąskotorowa) – 11 nieczynnych linii kolei wąskotorowej łączących kopalnie rud żelaza znajdujące się w Częstochowskim Obszarze Rudonośnym. Kolej zawoziła wydobytą rudę do pieców prażalniczych, dowoziła do kopalni belki potrzebne do budowania obudów. Zawoziła również do pracy pracowników. Pierwszą linię otwarto w styczniu 1900 roku, a ostatnią w 1930 roku. Pierwsza linia prowadząca z Walaszczyk do Kolonii Poczesnej miała 785 mm szerokości. Wszystkie następne miały 750 mm szerokości. Od 1977 do 1983 wszystkie linie, wraz z zamknięciem kopalni zostały rozebrane. Niektóre linie były dwutorowe.

## Historia
Na początku XX wieku kopalnie rud żelaza w Częstochowskim Obszarze Rudonośnym były łączone liniami kolejowymi przez prywatne firmy. Były to firmy będące właścicielami kopalni, między innymi: "Modrzejów-Hantke" Zakłady Górniczo-Hutnicze S.A. w Konopiskach, "Wspólnota Interesów" Zakłady Górniczo-Hutnicze S.A. w Częstochowie, Towarzystwo Akcyjne Zakładów hutniczych "Huta Bankowa" w Poczesnej z siedzibą w Borku. Po II wojnie światowej linie kolejowe były utrzymywane przez zakłady państwowe zajmujące się budową maszyn przy kopalniach, m.in. w Sabinowie, Osinach i Kłobucku.
9 maja 1900 roku car Mikołaj II zatwierdził decyzję o pozwoleniu na budowę linii z Herb Ruskich do Częstochowy z odgałęzieniami do kopalni żelaza w Łojkach, huty w Blachowni i zakładów "Towarzystwa Zakładów Mechanicznych Hantke" w Rakowie. Linia o długości 28,8 km została zrealizowana w latach 1901-1903 jako jednotorowa o rozstawie 1067 mm i niezelektryfikowana. Wyjątkiem był zelektryfikowany odcinek na terenie "Towarzystwa Zakładów Mechanicznych Hantke". Linia nie miała połączenia z linią wiedeńską.
Za Wyrazowem znajdowało się odgałęzienie prowadzące przez piece prażalnicze w Dźbowie do Wygody koło Konopisk. Od toru odchodziła kolej wąskotorowa do kopalni "Bernard" w Wyrazowie, kolej do kopalni "Franciszek" w Gnaszynie Górnym, kopalni "Konopiska" w Konopiskach, kopalni "Katarzyna" w Wygodzie i kopalni "Bolesław" w Jackowiźnie. Normalny tor był używany przez pociągi towarowe obsługujące piece prażalnicze, później dowoziły one m.in. węgiel do składu węgla w Gnaszynie Górnym.

## Linie
Linie mające 785 mm szerokości
- W styczniu 1900 roku otwarto linię prowadzącą z Walaszczyk do Kolonii Poczesnej, przez Kopalnię Rud Żelaza "Dźbów" w Dźbowie, Kuźnicę, Hutę Starą, oraz Szyb Romuald. Linia została rozebrana w 1980 roku.

Linie mające 750 mm szerokości
- W 1900 roku otwarto linię z Nowej Kuźnicy do Zakładów Górniczo-Hutniczych "Sabinów", przez kopalnię Kuźnica i stację Kuźnica. Linię rozebrano przed 1979 rokiem.
- 25 marca 1900 roku otwarto linię prowadzącą od Kopalni Rud Żelaza "Grodzisko" w Grodzisku do Wyrazowa, przez kopalnię "Malice" w Kalei, kopalnię "Nowy Jerzy", stację Liszka Dolna 1. Linię rozebrano w 1983 roku.
- W 1900 roku oddano do użytku linię kolejową prowadzącą od stacji Liszka Dolna 1 do Kopalni Rud Żelaza "Osiny" w Borku, przez Walaszczyki, Nową Kuźnicę, kopalnię "Maria", kopalnię "Włodzimierz", Kolonię Poczesna, Kopalnię Borek, Szyb Tadeusz.
- Również 25 marca 1900 roku oddano do użytku 1 torową linię z KRŻ Osiny do kopalni "Dębowiec" w Dębowcu. W 1980 roku linię rozebrano. Nad liniami Warszawa-Katowice i Kucelinka-Poraj znajduje się wiadukt, po którym biegła linia.
- W 1906 roku otwarto linię z Huty Starej do Kopalni Rud Żelaza (Tadeusz?) w Nowej Wsi. W 1980 roku linię rozebrano.
- W 1932 roku otwarto linię prowadzącą z Kopalni Rud Żelaza "Osiny" do kopalni "Jastrząb" ("Piotr" w Jastrzębiu?). W 1981 roku linię rozebrano.
- W 1930 roku otwarto linię prowadzącą z Zakładów Górniczo-Hutniczych "Kłobuck" w Kłobucku do kopalni w Golcach, przez stację Truskolasy 1, Truskolasy 3. W 1980 roku linię rozebrano.
- W 1930 roku otwarto linię prowadzącą od stacji Truskolasy 1 do Kopalni Rud Żelaza "Grodzisko", przez stację Truskolasy 2.
- W 1930 roku otwarto linię prowadzącą od stacji Truskolasy 2 do Truskolasy 3. Linię rozebrano w 1980 roku.
- linia prowadząca z Liszki Dolnej do stacji Warpy.
- W 1930 roku otwarto linię prowadzącą od stacji Herby Stare Wąskotorowe do Skrzeczowa. Miała 600 mm szerokości. Została rozebrana w 1977 roku.

Linia z KRŻ Osiny do Jastrzębia prowadziła z Poraja przez kopalnię Wiesława w Jastrzębiu do kopalni "Klepaczka" w Kamienicy Polskiej (znajdowało się tam 9 szybów). We wsi Kopalnia jedno odgałęzienie biegło w kierunku kopalni "Kamienica Polska" i "Piotr". W latach 50. zlikwidowano linię do kopalni "Klepaczka" i utworzono linię do kopalni "Piotr" w Jastrzębiu.

## Tabor
Parowozownie znajdowały się między innymi:
- w Pałyszu znajdowała się parowozownia kopalni "Konopiska" z 1921 roku. W 1927 roku uruchomiono w niej płuczkę rudy. Od 1972 roku funkcjonuje tam prywatna kuźnia "Pałysz". Drugi budynek parowozowni z 1923 roku w Konopiskach po II wojnie światowej zaadaptowano na remizę Zawodowej Straży Pożarnej Rejon Konopiska. Po roku 2000 budynek został wyburzony.
- W II połowie XX wieku parowozownie mające własny tabor działały przy: Zakładach Górniczo-Hutniczych w Sabinowie, Zakładach Budowy Maszyn "Osiny", Zakładach Górniczo-Hutniczych "Kłobuck", jak i przy kopalniach m.in. kopalni "Grodzisko" w Grodzisku. Zakładom tym podlegały poszczególne odcinki linii kolejowych.

### Parowozy

#### Tabor Przedsiębiorstwa Budowy Maszyn "Osiny" w Poraju przy KRŻ "Osiny" w 1991 roku
Na tor 1435 mm:
- TKi3-112, wyprodukowany w 1903 w Düsseldorfie, pracujący od 23 września 1954 roku w Kopalni Rud Żelaza w "Osinach". Pracował tam jeszcze w marcu 1977 roku. Został sprzedany do Muzeum Techniki w Berlinie w latach 80. XX wieku.
- TKh 0175 (Fablok 4938/1957), wyprodukowany w 1957 roku, na kolej normalnotorową, służący w ZGH Sabinów, od 1975 roku w KRŻ Osiny. Od 1998 roku stanowił ekspozycję na dworcu kolejowym w Bielsku-Białej. Obecnie znajduje się w skansenie w Chabówce.
- 409Da-646

Na tor 750 mm:
- Las 1892 (Las47), wyprodukowany w 1956 roku, pracował w KRŻ Osiny w Poraju, w 1992 ustawiony został jako ekspozycja na dworcu kolejowym w Bielsku-Białej. Od 2001 roku znajduje się w skansenie w Chabówce.
- WLs150-7214, wyprodukowany w 1966 roku, do 1975 roku pracował w Zakładach Górniczo-Hutniczych "Sabinów", następnie do 1982 roku pracował w Kopalni Rud Żelaza "Grodzisko" w Grodzisku, w latach 1982-1983 w Zakładach Górniczo-Hutniczych "Kłobuck" w Kłobucku, następnie w Zakładach Budowy Maszyn "Osiny". W latach 90. XX wieku został zezłomowany.
- WLs150-7216(...)" , wyprodukowany w 1966 roku, do 1982 roku pracował w Kopalni Rud Żelaza "Grodzisko" w Grodzisku, w latach 1982-1983 w Zakładach Górniczo-Hutniczych "Kłobuck" w Kłobucku, następnie w Zakładach Budowy Maszyn "Osiny". W latach 90. XX wieku został zezłomowany.

W Muzeum Kolei Wąskotorowej w Sochaczewie eksponowany jest WLs75-79 razem z wagonami z KRŻ Osiny. Pracował w cukrowni Ostrowy, być może wcześniej w Osinach.

#### Tabor parowozowni przy ZGH "Kłobuck"
Wszystkie lokomotywy na tory 750 mm; wszystkie oprócz WLs150-6036 zostały zezłomowane.
- WLs150-6844, wyprodukowany w 1964 roku, pracował w KRŻ Grodzisko (1964-1969), następnie w ZGH Kłobuck (1969-1992)
- WLs150-6031, wyprodukowany w 1963 roku, pracował w ZGH Sabinów (1963-1969), następnie w KRŻ Grodzisko (1969-1979) i w ZGH Kłobuck (1979-1992)
- WLs150-6036, wyprodukowany w 1963 roku, pracował w ZGH Sabinów (1963-1975), następnie w KRŻ Grodzisko (1975-1980), w ZGH Kłobuck (1980-1984) oraz KWK Janina
- WLs150-6845, wyprodukowany w 1964 roku, pracował w KRŻ Grodzisko (1964-1982), następnie w ZGH Kłobuck (1982-1992)
- WLs150-7082, wyprodukowany w 1966 roku, pracował w ZGH Sabinów (1966-1971), następnie w KRŻ Grodzisko (1971-1983) oraz w ZGH Kłobuck (1983-1992)
- WLs150-7212, wyprodukowany w 1966 roku, pracował w ZPW Sulejów (1966-1988), następnie w ZGH Kłobuck (1988-1995)
- WLs150-7213, wyprodukowany w 1966 roku, pracował w ZGH Sabinów (1966-1975), następnie w KRŻ Grodzisko (1975-1983) oraz w ZGH Kłobuck (1983-199x)
- WLs150-7214, wyprodukowany w 1966 roku, pracował w ZGH Sabinów (1966-1975), następnie w KRŻ Grodzisko (1975-1982), w ZGH Kłobuck (1982-1983) oraz w ZBM Osiny Poraj (1983-199x)
- WLs150-7215, wyprodukowany w 1966 roku, pracował w KRŻ Grodzisko (1966-1982), następnie w ZGH Kłobuck (1982-1984) oraz w KWK Janina (1984-1998)
- WLs150-7216, wyprodukowany w 1966 roku, pracował w KRŻ Grodzisko (1966-1982), następnie w ZGH Kłobuck (1982-1983) oraz w ZBM Osiny Poraj (1983-199x)

#### Tabor parowozowni przy ZGH "Sabinów"
Na tor 1435 mm (normalny):
- TKh 2949, wyprodukowany w 1952 roku w Chrzanowie. Pracował w Zakładach Górniczo Hutniczych w Sabinowie, do 1975 roku przy Kopalni Rudy Żelaznej "Paweł" w Konopiskach. 24 sierpnia 1994 roku został przewieziony do Skierniewic. Obecnie jest eksponatem w Parowozowni w Skierniewicach.

Na tory 750 mm; wszystkie oprócz WLs150-6036 i Lxd2-8-1 (Lxd2-268) zostały zezłomowane. Pierwszy jest odstawiony w KWK Janina w Libiążu, drugi jeździ obecnie w Przeworskiej Kolei Dojazdowej jako lokomotywa towarowa.
- Px48-3229, wyprodukowany w 1955, pracował w ZGH Sabinów (1955-1975)
- Px48-3231, wyprodukowany w 1955, pracował w ZGH Sabinów (1955-1976), przekazany do RDT Opole jako kocioł stały
- Px48-3232, wyprodukowany w 1955, pracował w ZGH Sabinów (1955-1976), przekazany do RDT Opole jako kocioł stary
- Px48-3235, wyprodukowany w 1955, pracował w ZGH Sabinów (1955-1975), przekazany do RDP Wrzosowa jako kocioł stały
- Px48-3237, wyprodukowany w 1955, pracował w ZGH Sabinów (1955-1967), Przekazany do WPBM Częstochowa jako kocioł stały
- Kp4-4945, wyprodukowany w 1958, pracował w ZGH Sabinów (1958-1967), następnie w KRŻ Stąporków (1967-1974)
- Kp4-5027, wyprodukowany w 1959, pracował w ZGH Sabinów (1959-1967), następnie w KRŻ Stąporków (1967-1974)
- Kp4-5028, wyprodukowany w 1959, pracował w ZGH Sabinów (1959-1967), następnie w KRŻ Stąporków (1967-1974)
- WLs150-6030, wyprodukowany w 1963, pracował w ZGH Sabinów (1963-1975), następnie w WPBM Czestochowa (1975-1976), Mystal Myszków (1976-1981) oraz w Hucie Zygmunt w Bytomiu (1981-1999)
- WLs150-6031, wyprodukowany w 1963, pracował w ZGH Sabinów (1963-1969), następnie w KRŻ Grodzisko (1969-1979) oraz ZGH Kłobuck (1979-1992)
- WLs150-6036, wyprodukowany w 1963, pracował w ZGH Sabinów (1963-1975), następnie w KRŻ Grodzisko (1975-1980) oraz w ZGH Kłobuck (1980-1984) i KWK Janina (od 1984)
- WLs150-6843, wyprodukowany w 1964, pracował w ZGH Sabinów (1964-1969), następnie w cukrowni Ostrowy (1969-1989) oraz cukrowni Kruszwica (1989-2003)
- WLs150-7082, wyprodukowany w 1966, pracował w ZGH Sabinów (1966-1971), następnie w KRŻ Grodzisko (1971-1983) oraz w ZGH Kłobuck (1983-1992)
- WLs150-7213, wyprodukowany w 1966, pracował w ZGH Sabinów (1966-1975), następnie w KRŻ Grodzisko (1975-1983) oraz ZGH Kłobuck (1983-199x)
- WLs150-7214, wyprodukowany w 1966, pracował w ZGH Sabinów (1966-1975), następnie w KRŻ Grodzisko (1975-1982), w ZGH Kłobuck (1982-1983) i w ZBM Osiny w Poraju (1983-199x)
- Lxd2-8-1, wyprodukowany w 1967, pracował w ZGH Sabinów (1968-1972), zmieniono oznaczenie na Lxd2-268 i stacjonował w Jędrzejowie Wąsk. (1972-1974), Werbkowicach Wąsk. (1974-1974), Karczmiskach (1974-1975), Werbkowicach Wąsk. (1975-1978), Karczmiskach (1978-1979), Przeworsku Wąsk. (1979-1990), Karczmiskach (1990-1992), Przeworsku Wąsk. (od 1992)
- Lxd2-8-2, wyprodukowany w 1967, pracował w ZGH Sabinów (1968-1972), zmieniono oznaczenie na Lxd2-269 i stacjonował w Jędrzejowie Wąsk. (1972-1981), Kazimierzy Wielkiej (1981-1993) i w Jędrzejowie Wsk. (1993-1994)
- Lxd2-8-3, wyprodukowany w 1968, pracował w ZGH Sabinów (1968-1972), zmieniono oznaczenie na Lxd2-270 i stacjonował w Kazimierzy Wielkiej (1972-1993) oraz Jędrzejowie Wąsk. (1993-1994)

## Galeria

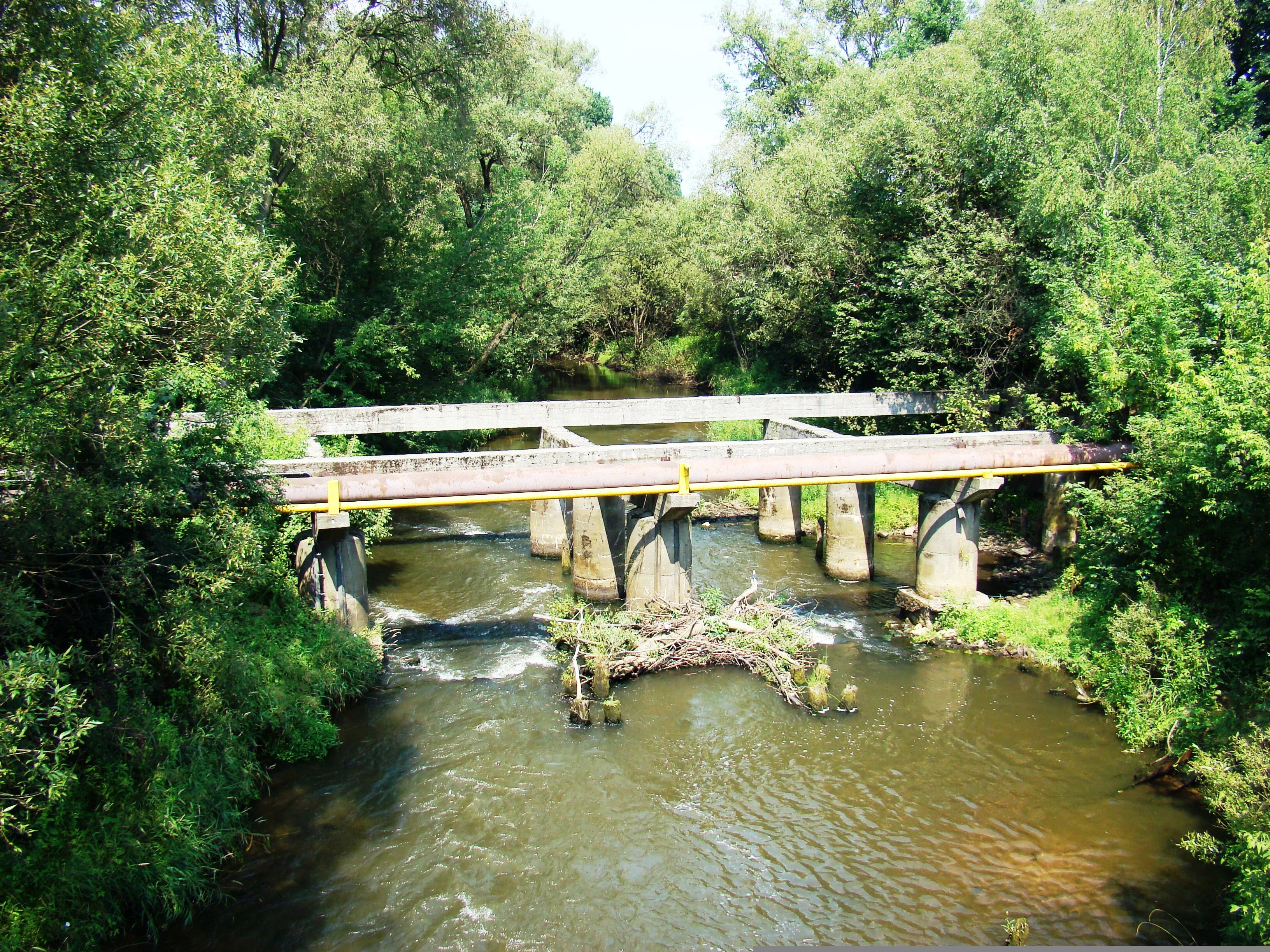
Pozostałości mostu kolei wąskotorowej nad rzeką Wartą pomiędzy Kolonią Poczesną a Kolonią Borek
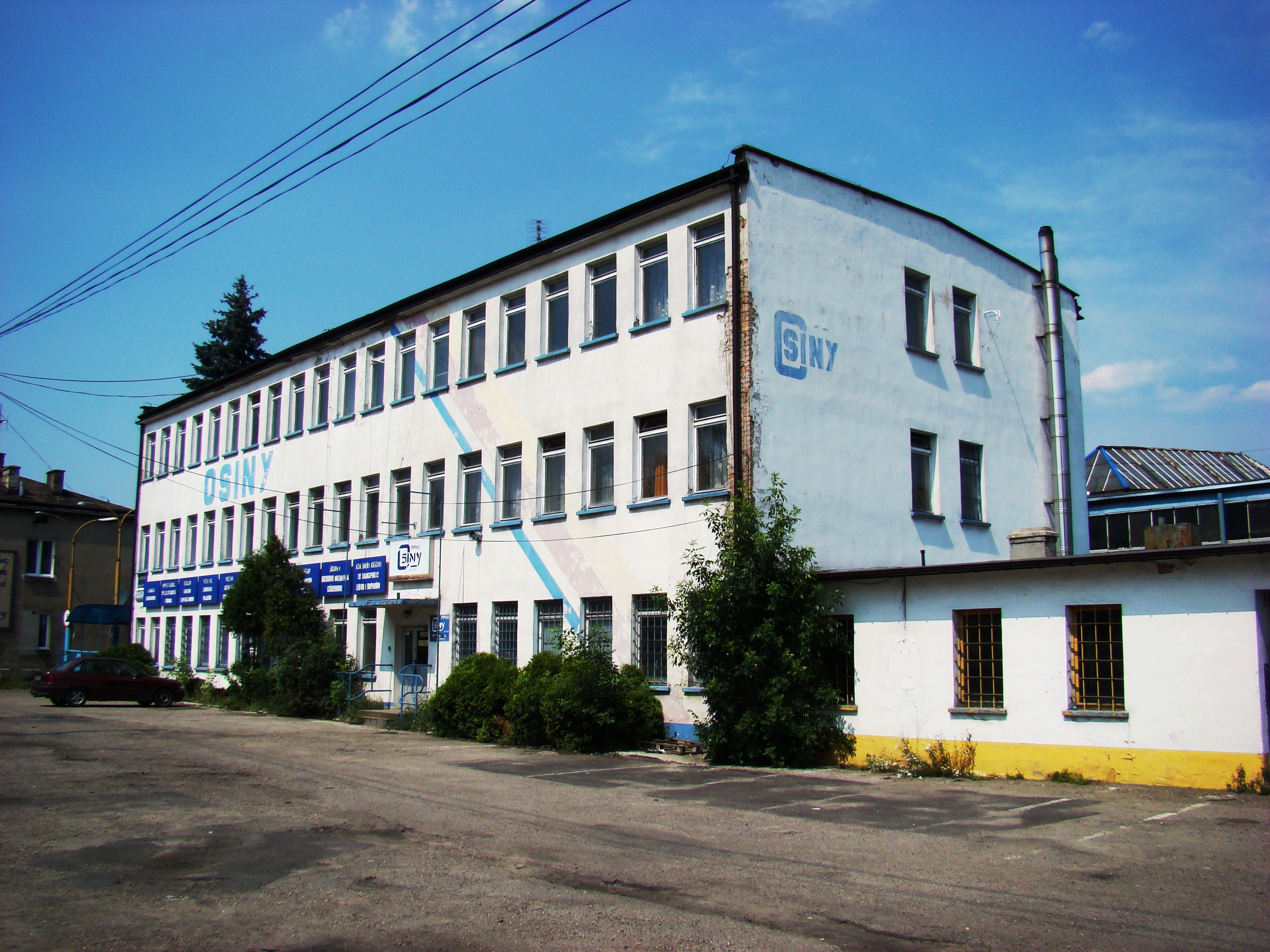
Biurowiec PPHU "Osiny" S.C.
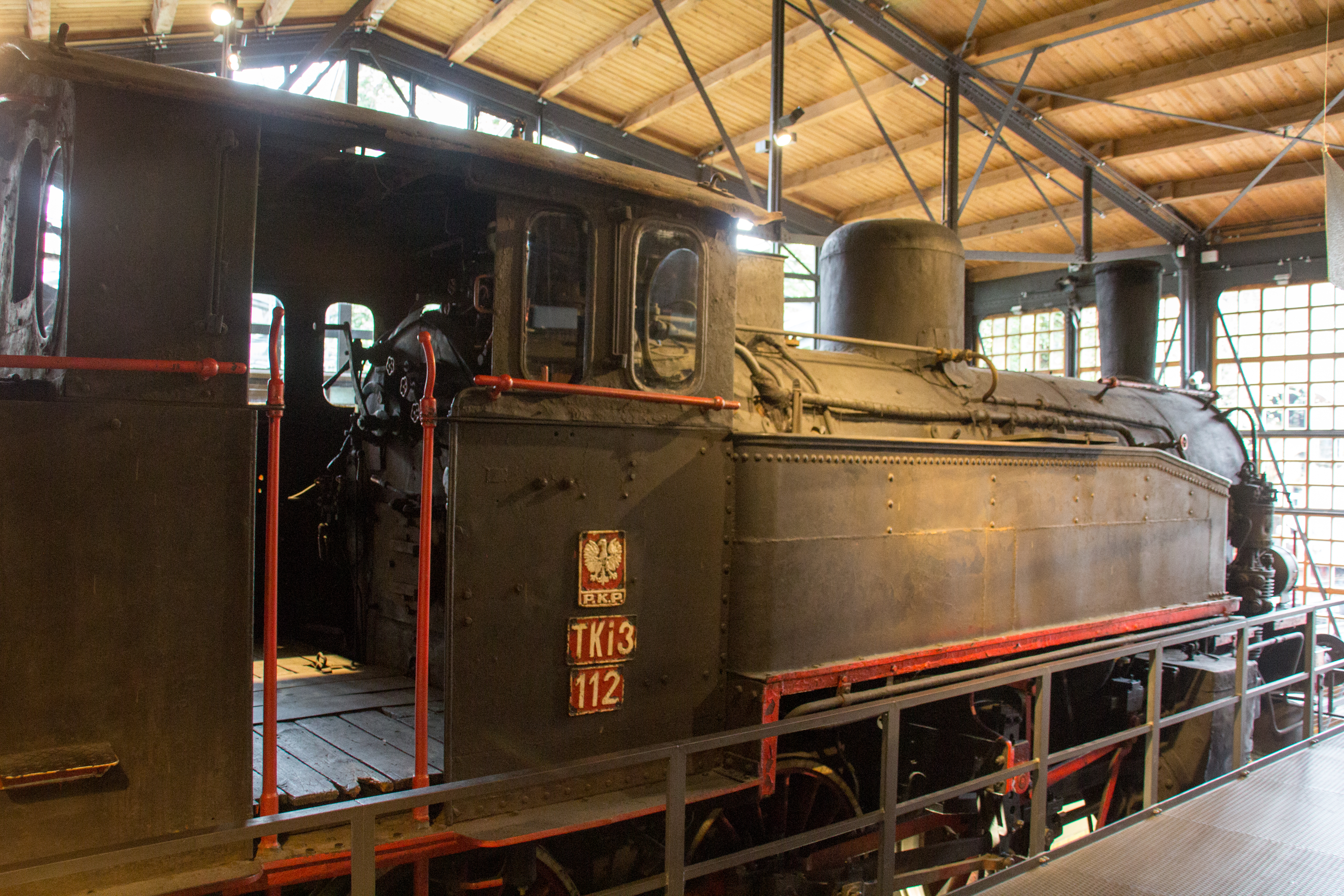
Parowóz TKi3-112 kolei KRŻ "Osiny" w Poraju z 1903 roku, eksponat w Muzeum Techniki w Berlinie
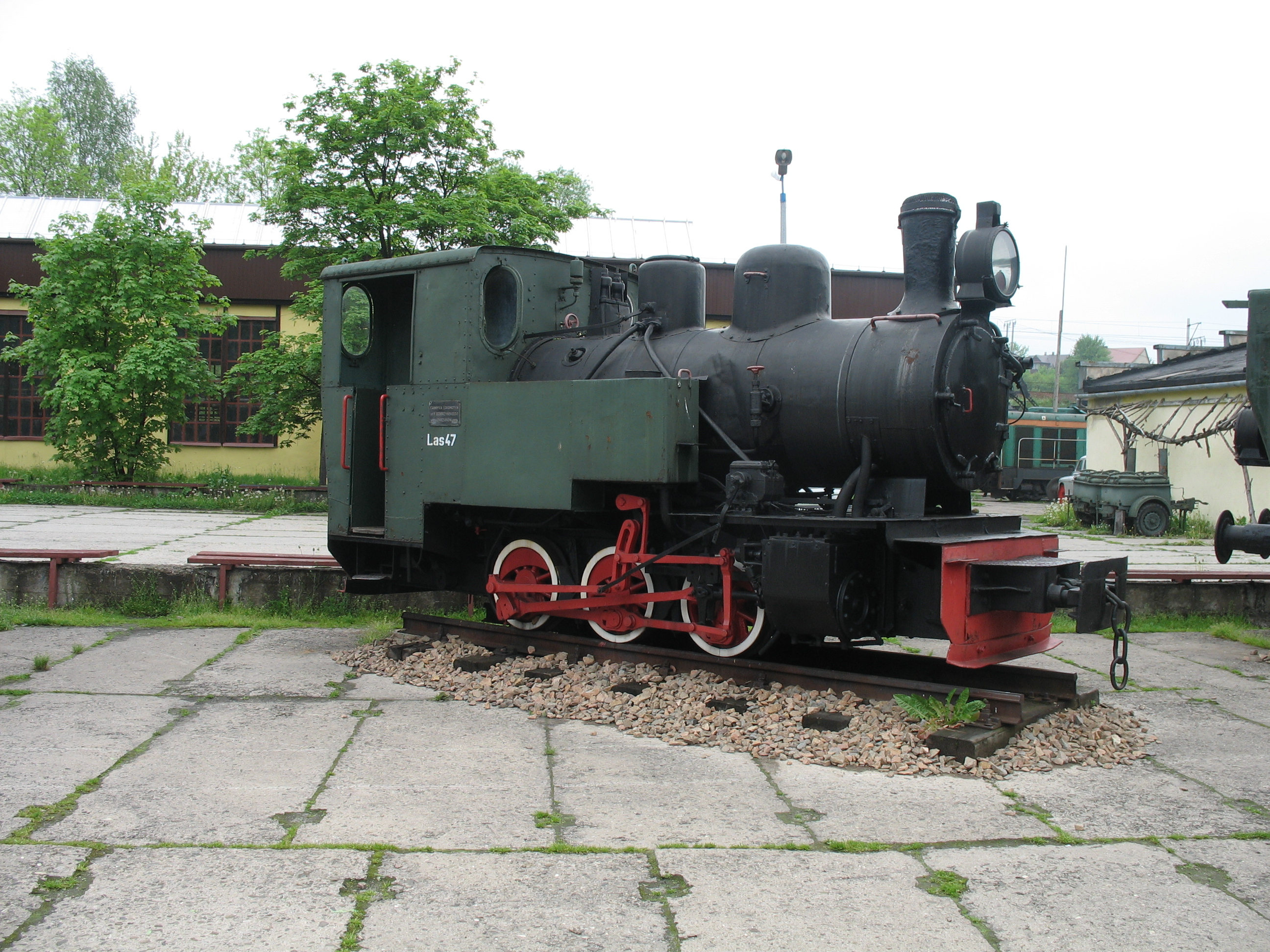
Parowóz kolei KRŻ "Osiny" w Poraju z 1956 roku w skansenie w Chabówce
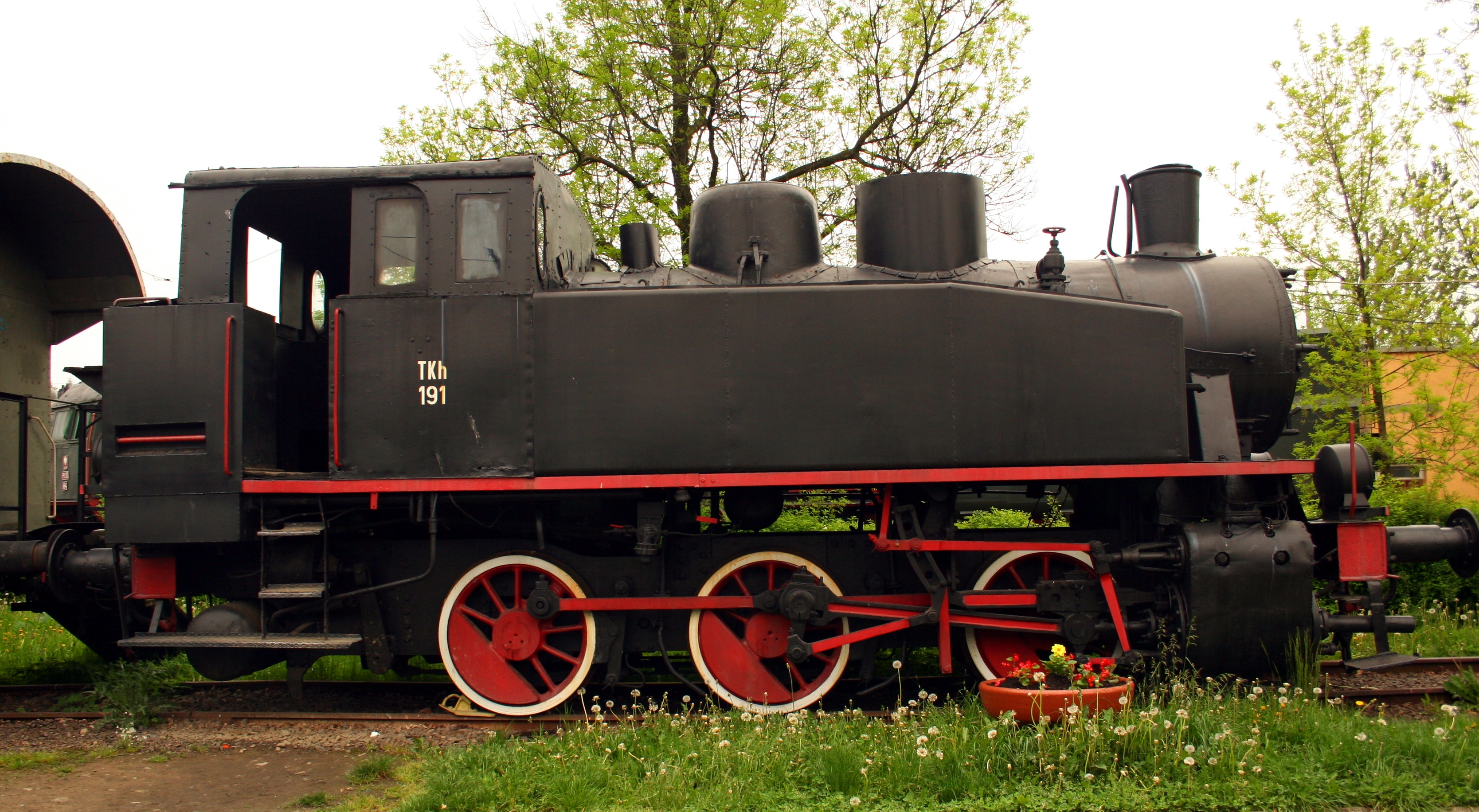
Parowóz TKh 0175 kolei KRŻ "Osiny" w Poraju z 1957 roku, eksponat w skansenie w Chabówce
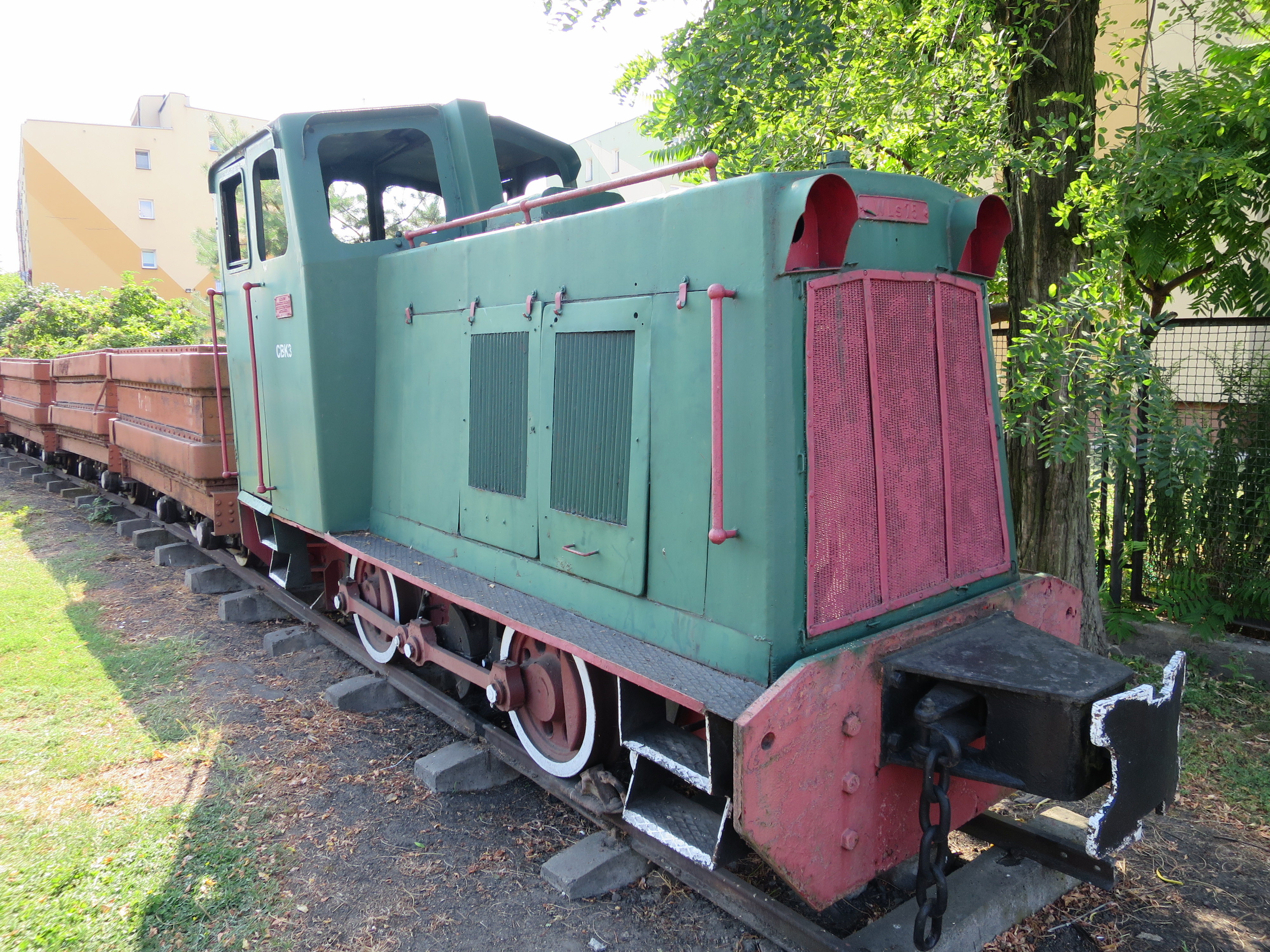
Lokomotywa WLs75 ze składem wagonów, eksponaty w Muzeum Kolei Wąskotorowej w Sochaczewie